# 李元華 (清朝政治人物)
李元華（？—1885年5月30日），字采臣，安徽六安人，清朝政治人物。舉人出身。淮軍的創始者，後亦擔任淮軍幕僚。

## 生平
道光二十九年（1849年）己酉科江南鄉試舉人出身，當年鄉試主考為福濟。
咸豐四年（1854年），太平軍盤踞安徽廬州，福濟為當時安徽巡撫，故以門生身份，親帶團練助剿。劉銘傳、潘鼎新、張樹聲、周盛波、周盛傳等亦參與期間，此即為淮軍的前身。李鴻章正式成立淮軍之後，李元華也入淮軍幕府，擔任清淮善後局的職務。
官至兩淮鹽運使、江蘇按察使、山東布政使、署山東巡撫，卒於光緒十一年（1885年）四月十八日。